# Sällskapet riksdagsledamöter och forskare
Sällskapet riksdagsledamöter och forskare (Rifo) är ett forum för kontakt och dialog mellan riksdagsledamöter och forskare. Till medlem i sällskapet kan antas ledamot av riksdagen, forskare inom såväl allmän som enskild verksamhet samt, om särskilda skäl föreligger, annan av sällskapets verksamhet intresserad person.[källa behövs]
Rifo grundades år 1959 och arrangerar regelbundet seminarier om olika ämnen i och utanför riksdagen. Sedan år 2010 ordnar Rifo tillsammans med Sveriges unga akademi ett nätverksprogram, där riksdagsledamöter paras ihop med forskare i akademin för att få en ökad insikt i varandras vardag och förutsättningar.
Rifos verksamhet beslutas av dess styrelse som består av lika antal riksdagsledamöter som forskare. Forskarna i styrelsen nomineras av Kungl. Ingenjörsvetenskapsakademien, Kungl. Vetenskapsakademien, Kungl. Vitterhetsakademien, Kungl. Skogs- och Lantbruksakademien och Sveriges unga akademi. Sedan år 2022 är Gunilla Svantorp (S) sällskapets ordförande och Lina Bertling Tjernberg är vice ordförande. Rifos kansli hanteras av en forskningssekreterare vid riksdagens utvärderings- och forskningssekretariat.